# Nicholas-Joseph Laforêt

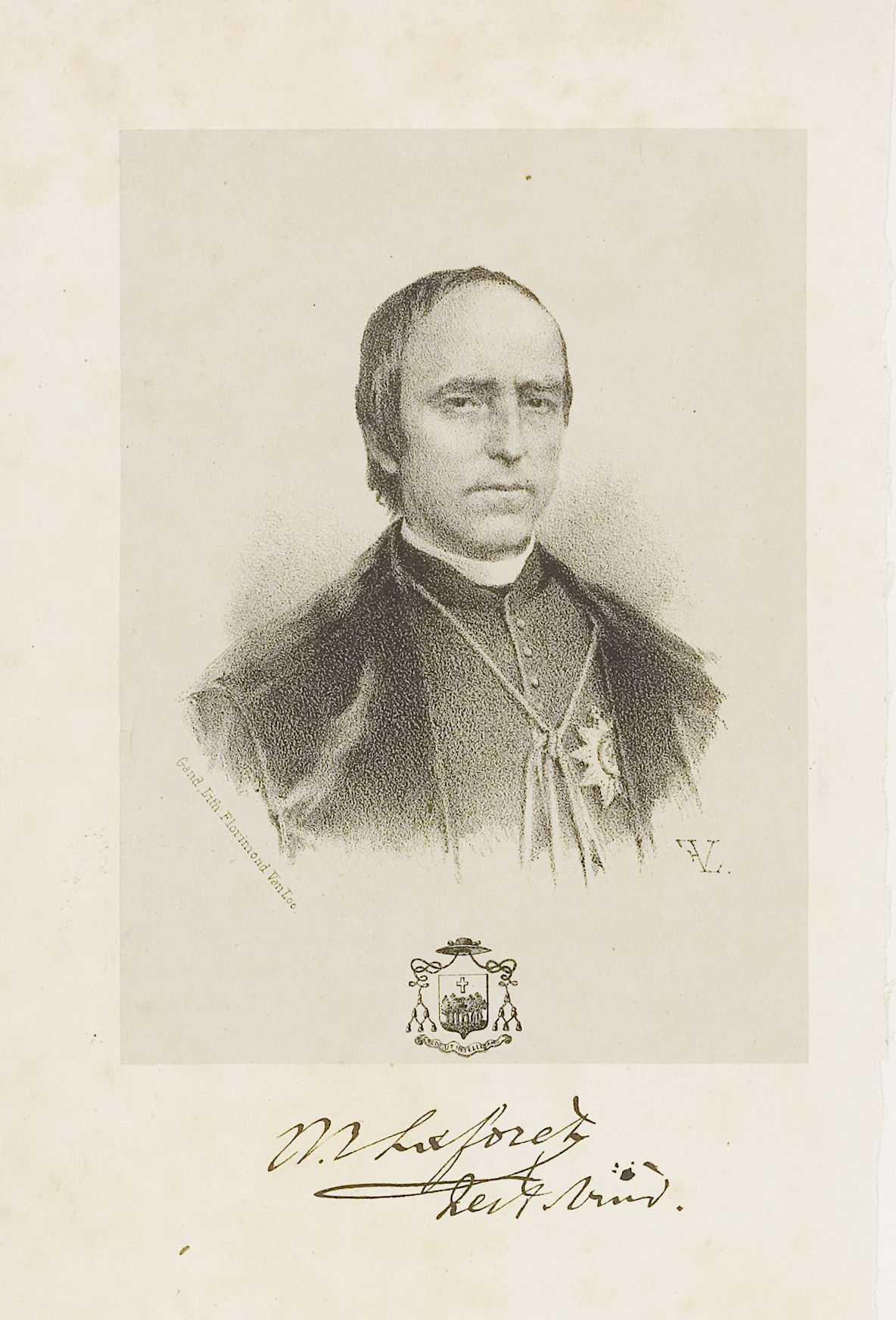
Nicolas-Joseph Laforêt

Nicholas-Joseph Laforêt (nascido em Graide, 23 de janeiro de 1823; morreu em Leuven, 26 de janeiro de 1872) foi um filósofo e teólogo católico belga.

## Vida
Após o curso teológico regular no seminário de Namur, ingressou na Universidade Católica de Leuven (francês: Louvain), onde se dedicou especialmente ao estudo das línguas semíticas, da Sagrada Escritura e da filosofia. Em 1848, foi nomeado para a cadeira de filosofia moral na universidade e, no mesmo ano, recebeu o doutorado em teologia.
Dois anos depois, tornou-se presidente do Collège du Pape. Após a morte de Pierre François Xavier de Ram, os bispos da Bélgica escolheram Laforêt para sucedê-lo na reitoria da universidade. Um de seus principais empreendimentos foi a fundação e organização das escolas de engenharia civil, indústria e minas. Ele também fundou uma nova escola literária e pedagógica, o Instituto Justus Lipsius. Laforêt foi um protonotário apostólico ad instar attendium, um cônego honorário da catedral de Namur, um oficial da Ordem de Leopoldo (Bélgica), um comandante da Ordem de Cristo, um membro da Real Academia da Bélgica e da Academia Romana da Religião Católica.

## Obras
Além de um grande número de artigos, especialmente na "Revue catholique", as principais obras de Laforêt são:
- "Dissertatio historico-dogmatica de methodo theologiae, sive de auctoritate Ecclesiae catholicae tanquam regula fidei christianae" (Lovaina, 1849);
- "Études sur la civilization européenne considerée dans ses rapports avec le christianisme" (Bruxelas, 1850);
- "La vie et les travaux d'Arnold Tits" (Bruxelas, 1853);
- "Principes philosophiques de la morale" (Louvain, 1852; 2ª ed., sob o título "Philosophie morale", Louvain, 1855);
- "Les dogmes catholiques exposés,  prouvés e vengés des attaques de l'hérésie et de l'incrédulité" (Bruxelas, 1855-59);
- "Pourquoi l'on ne croit pas" (Louvain, 1864; Eng. tr. "Por que os homens não acreditam", Londres, sd, e nova ed., Nova York, 1909; Germ. tr. por Vosen, "Der moderne Unglaube und seine Hauptursachen", Mainz, 1873);
- "Histoire de la philosophie"[2] (Bruxelas, 1866-67), que inclui apenas a história da filosofia antiga, tendo o autor morrido antes de concluir a obra
- "Les mártires de Gorcum" (Louvain, 1867; Germ. tr. Münster, 1867);
- "Le syllabus et les plaies de la société moderne", obra póstuma, incluindo testamento do autor (Louvain, 1872).